# 杨哲商
杨哲商（1883年—1911年11月6日），名旭东，小名秀南，字哲商，以字行，浙江省台州府临海县（今临海市）人，辛亥革命烈士，光复会会员。宣统三年（1911年），设工场于上海法租界嵩山路维昌洋行楼上，秘密制造炸弹。同年11月6日凌晨（一说11月7日深夜）制造炸弹时，不幸操作失手引爆炸药，当场牺牲，年仅28岁。

## 生平

### 早年生活

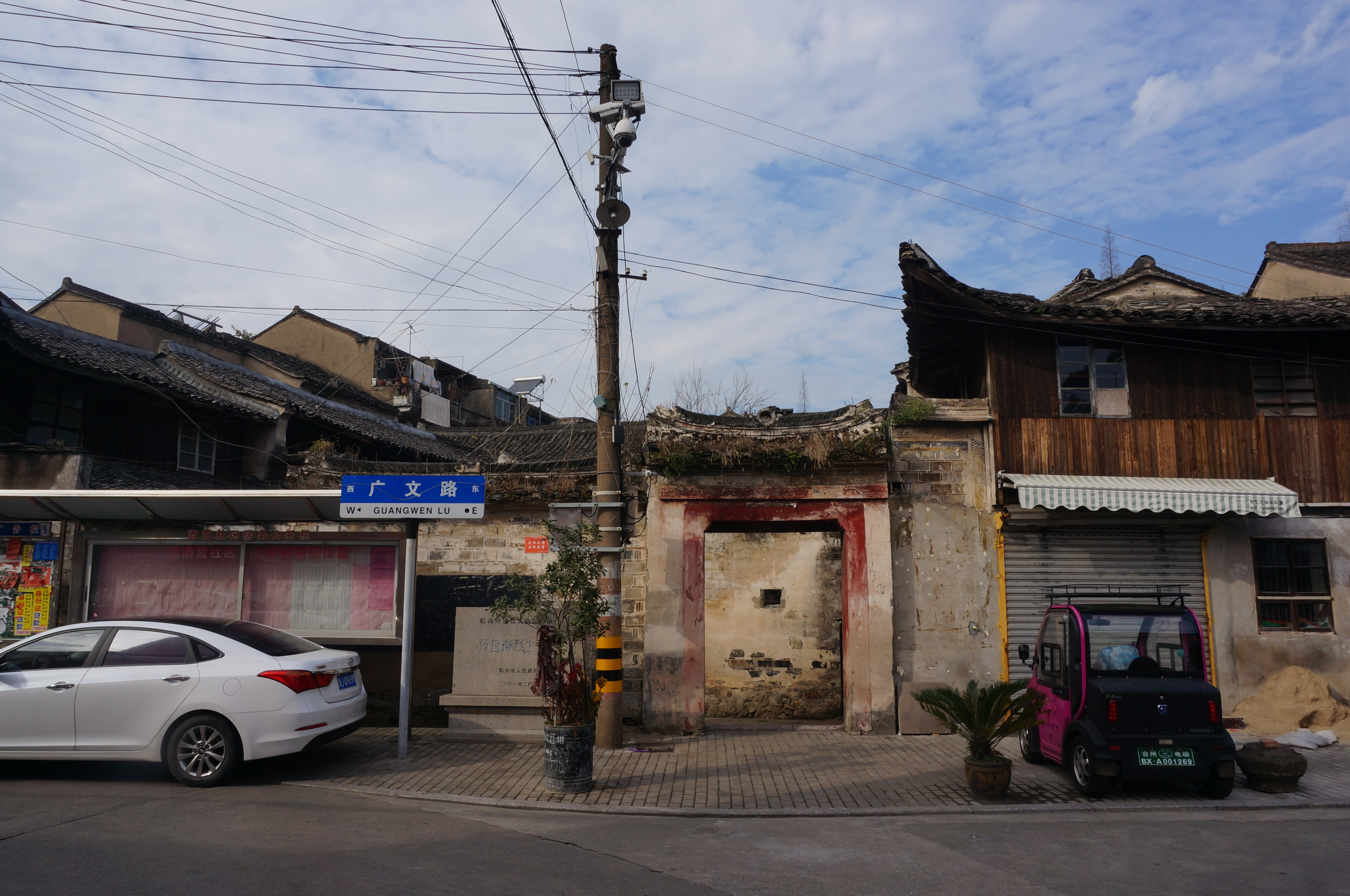
杨哲商故居，位于临海市古城街道广文路4号

1883年，杨哲商出生于临海城关旧仓头（今属临海市古城街道）一个普通商人家庭，其远祖来自福建。父亲早逝，由母亲毛氏抚养成人。早年就学于三台书院，毕业后即任教于县学，与同乡王文庆、屈映光、周琮结为好友。1905年，与沈芳美结婚。1907年，王文庆在上海创办启东学校，宣传革命思想，杨哲商闻讯入学，期间阅读了《革命军》、《浙江潮》、《警世钟》等书刊，接触到了革命思想，深得王文庆赏识，并经王文庆介绍，结识了女革命党人秋瑾，担任上海、绍兴之间王文庆与秋瑾的联络员，对外与秋瑾以夫妻相称。后于吕公望的介绍下加入光复会。

### 投身革命
1907年夏初，光复会台州籍会员杨镇毅、屈映光、周琮等人上书，借用台州府校士馆，创办“耀梓体育学堂”，与秋瑾的绍兴大通学堂相呼应。学堂名义上培养体育教员，实际上是光复会在台州的革命机关。当时杨哲商与陈韶奉秋瑾之命，为皖浙起义分别前往嘉兴、湖州筹措军火和粮饷。7月6日，安庆起义失败。7月15日，秋瑾英勇就义，大通学堂随即被封，台州耀梓体育学堂也遭到怀疑，几被查封。杨哲商潜回临海，与台州知府周旋，最后将学堂改名为“耀梓师范学堂”，并担任图画教师。当时该校教员多为光复会员，校内民主氛围浓厚，学生大多倾向于革命。杨哲商还积极参与社会活动，且重视妇女解放运动，曾在城隍庙召开千人大会，号召解放妇女，放足以顺天性。
1908年夏，学堂的主要办学人员分赴各地，参加起义准备工作，学堂在第一届学生毕业后停办。11月，杨哲商收到光复会总部通知，要求他前往安庆，协助光复会员、安庆新军军官熊成基发动起义。为躲避清吏的监视，杨哲商一边宣称前往江西探望大哥杨旭初，一边秘密改道赴沪。当他抵达上海时，得知熊成基起义失败，决意不顾安危，单刀直入。经劝阻后鬱鬱返回临海，担任县城隍初级小学教员。
1911年夏末，杨哲商与王文庆等人组织了台州革命秘密机关“台州国民尚武会”。10月10日，武昌起义成功。王文庆在上海函召杨哲商等人赴沪参加起义准备工作。当时，光复会总部已在上海法租界嵩山路维昌洋行楼上设立了专门制造炸弹的制造局，杨哲商担任制造部主任。当时的土制炸弹制作方法简单，先将硝酸钾、黑铅放入玻璃管内封紧，放入铁盒中，周围再填满硫磺、碎铁片等，最后加盖封好。这种炸弹制作简单，近距离内杀伤力大，一个人一天之内可以制作四五十个。

### 牺牲
11月3日，杨哲商参与了光复军攻打上海江南制造总局、营救陈其美的战斗。上海光复后，革命党人立即开始准备杭州起义，并催促杨哲商来杭参加。但杨哲商认为制造炸弹更重要，便让周琮前往杭州，自己留在上海继续制造炸弹。11月4日晚上，杭州起义成功。5日，浙江军政府成立，江苏也宣告独立，江浙一带只有南京仍在清政府统治之下。革命党人立刻策划江浙联军攻打南京，急需补充大量的炸弹。杨哲商指挥同事日夜制作，由于连日紧张工作，过度疲劳，11月6日凌晨（一说11月7日深夜）不幸操作失误，导致炸弹爆炸，整个屋顶被掀掉，杨哲商当场牺牲，年仅28岁。

### 后事
杨哲商牺牲后，因战事紧张，遗体由上海红十字会厝柩于苏州留园。光复军总司令李燮和得知此事后，筹措临时恤金，尔后向南京临时政府孙中山临时大总统报告，以左军校阵亡例赐恤。浙江都督汤寿潜题词“手造山河”额赠。1912年8月，烈士灵柩运回浙江，杭州国民公所举行了隆重的追悼会。诗人王葆桢闻讯，写下七首悼诗，记录杨哲商从出生到牺牲的事迹，以示哀悼。此外，王葆桢还写下了《杨旭东传赞》。同时，杨镇毅、屈映光仿照纪念秋瑾烈士的“秋社”与纪念陶成章烈士的“陶社”，在耀梓学堂原址设立了“杨社”，并在此处设立了哲商小学，今仍存。学校内的“四照楼”改为杨哲商烈士祠，以志纪念。1932年，哲商小学改为县立，由杨哲商之女杨韵清担任校长。1936年，杨哲商妻子沈芳美在临海东湖畔为其设立衣冠冢。1983年4月15日，杨哲商烈士墓列入第一批“临海县文物保护单位”。2001年2月18日，杨哲商故居列入第五批“临海市文物保护单位”。

## 家庭
1905年与沈芳美结婚：
- 育有一女杨韵清
- 一嗣子杨鸿机，乃其兄次子过继，曾留学日本，归国不久后去世
  - 留有一子杨文群[4]
    - 楊文群有孫子一人杨心珉（杨哲商玄孙）[10][11]，现执教于湖州师范学院社会发展与管理学院。[12]

## 墓葬
杨哲商烈士牺牲后，遗体由上海红十字会厝柩于苏州留园。1912年8月，浙江省议会决议，将杨哲商灵柩运回浙江杭州，与陶成章、沈由智合葬于西湖畔的凤林寺前，合称“三烈士墓”。杨哲商墓原建于陶成章墓一侧，墓用青石板构筑，呈正方形墓体，墓前设有供桌与石碑。1964年迁至杭州鸡笼山，文革期间被毁。1981年9月，又迁至杭州南天竺辛亥革命烈士墓地。1936年，杨哲商妻子沈芳美按照杭州杨坟样式，在杨生前喜爱的临海东湖畔设立了衣冠冢（一说杭州杨坟为衣冠冢）。墓坐东朝西，八字顶，墓内用石板构筑，外部抹水泥。墓高2.2米，宽4.8米，侧面宽3.98米。墓面题有隶书“杨哲商烈士之墓”，墓前设有水泥制成的桌与凳。教育家陆翰文撰联云：“一弹震乾坤，曾使天保城摧、钱塘水立；青山埋侠骨，长伴安民贤守、死难樵夫。”1983年4月15日，临海县人民政府将杨哲商烈士墓列入第一批“临海县文物保护单位”（现为临海市文物保护单位）。